# فرودگاه بین‌المللی گلسون
فرودگاه بین‌المللی گلسون (به انگلیسی: Golosón International Airport) (به زبان بومی: Aeropuerto Internacional Golosón) یک فرودگاه نظامی و همگانی با کد یاتا LCE است که یک باند فرود آسفالت دارد و طول باند آن ۲۹۵۰ متر است. این فرودگاه در کشور هندوراس قرار دارد و در ارتفاع ۱۲ متری از سطح دریا واقع شده‌است.

## شرکت‌های هواپیمایی و مقصدهای پروازی

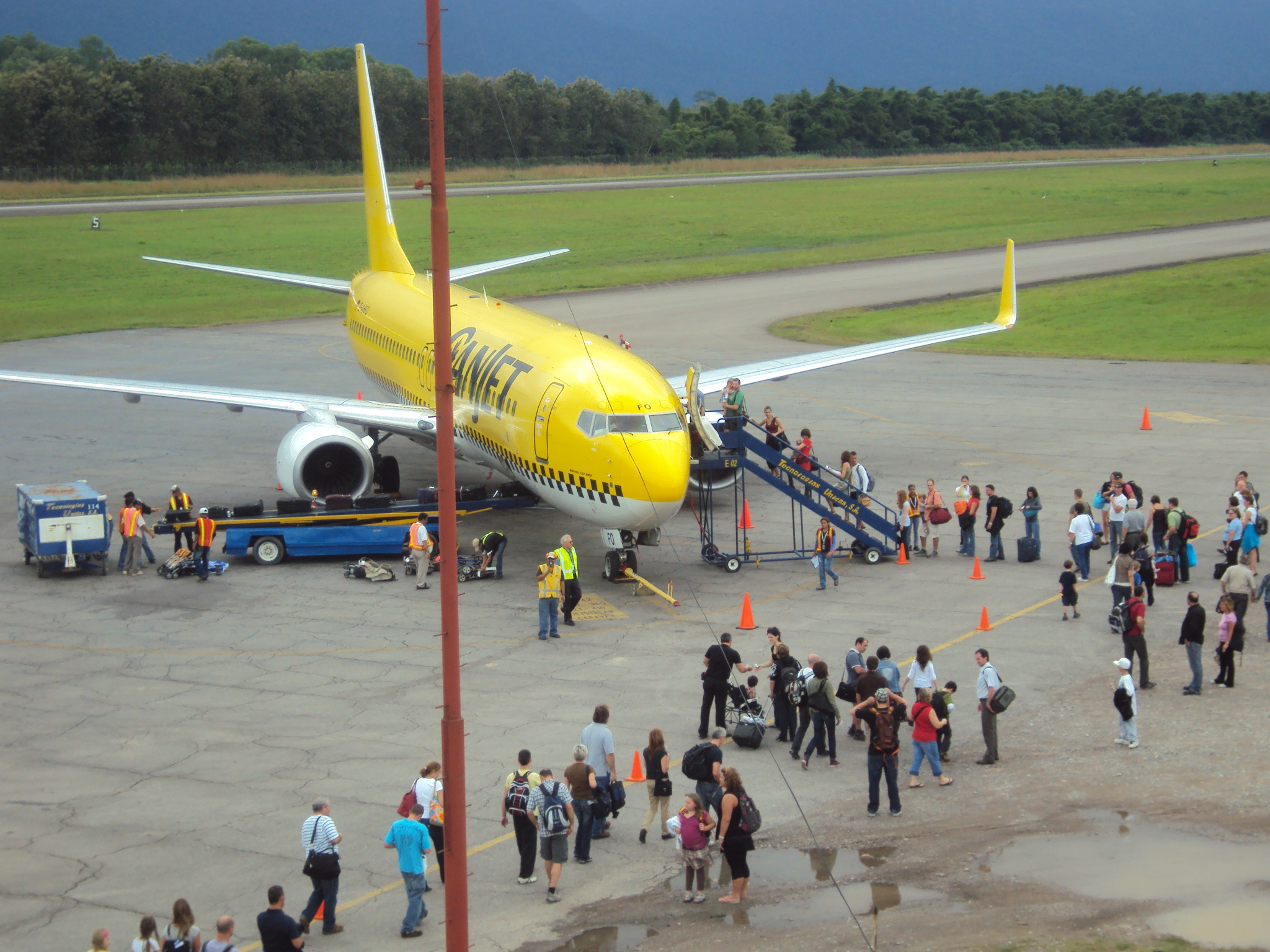
A Canjet Boeing 737-800 at Golosón, 2010

| شرکت‌های هواپیمایی      | مقصدهای پروازی |
| ---------------------- | --- |
| AeroCaribe de Honduras | Puerto Lempira Airport، خوآن مانوئل گالوس، گوآناخا                                                                                                   |
| ائرولاینس سوسا         | Brus Laguna, اوون رابرتس، گوآناخا، Puerto Lempira Airport، خوآن مانوئل گالوس، رامون ویلدا مورالس، تونکنتین، Útila Airport چارتر: کانکون، کینتانا رو  |
| Cayman Airways         | اوون رابرتس |
| Lanhsa Airlines        | گوآناخا، خوآن مانوئل گالوس، Puerto Lempira Airport، Útila Airport                                                                                    |
| SAP Honduras           | چارتر: Bay Islands, فیلیپس اس. دبلیو. گلدسان، کانکون، کینتانا رو، کوزومل، Puerto Lempira Airport، رامون ویلدا مورالس، السالوادور، تاپاچولا، تونکنتین |

### باری
| شرکت‌های هواپیمایی | مقصدهای پروازی |
| ----------------- | -------------- |
| DHL Aero Expreso  | فصلی: میامی    |